# Animal Kingdom (banda)
Animal Kingdom (en español Reino Animal) es un trío de rock alternativo británico comprendiendo por Richard Sauberlich dando voz, guitarra, y piano, Hamish Crombie en bajos, y Geoff Lea en tambores. Han liberado dos álbumes de estudio; Signs and Wonders en 2009 y The Looking Away el 8 de mayo de 2012.

## Historia

### Signs and Wonders (2009–2010)
Su álbum de debut Signs and Wonders fue grabado por Phil Ek (Fleet Foxes/The Shins) in Seattle y lanzado en 2009. El primer single ''Tin Man'' fue ''Sencillo de la Semana'' en iTunes y iTunes los nombró ''Mejor Nuevo Acto Alternativo''
Tours de apoyos con Vampire Weekend, Band of Horses, Snow Patrol y Silversun Pickups seguido, además por numerosas apariciones en festivales en el Reino Unido y Europa.
Las canciones tomadas del álbum fueron destacadas en varias películas y shows de TV incluyendo Never Let Me Go (estrenado por Keira Knightley) y Big Love de HBO. 
"Mephistopheles" apareció en la película inglesa Life Just Is en 2012
El álbum fue alabado por los críticos. NME lo describió como ''Un indie celestial dolorosamente bello... Sigur Ros temblará de envidia.'' y la revista The Fly dijo ''... Su debut hinchan con obas maestras melancólicamente espirituales.'' Particularmente alaban al single ''Chalk Stars'' diciendo Jon Kennedy en XFM que es su ''Canción del Año'' y Zane Lowe en BBC Radio 1 llamando a ''Chalk Stars'' ''... una maravillosa pieza de música''.

### The Looking Away(2011–presente)
La banda escribió y ensayó para el álbum en una iglesia vieja en el norte de Londres. Completaron su segundo álbum con Bat for Lashes/Everything Everything. producido por David Kosten y firmado a BoomBox Records en los Estados Unidos.
El primer sencillo en ser tomado del The Looking Away fue "Strange Attractor". El vídeo en YouTube amasó más de medio millón de vistas, siendo la octava canción más tocada en la radio alternativa de los Estados Unidos en 2012. The Looking Away fue lanzada el 8 de mayo de 2012 y la banda siguió su lanzamiento realizando espectáculos en Nueva York, San Francisco y en el legendario Club Troubador en Los Ángeles, así como apareciendo en festival de Tierras Exteriores y de apertura Lollapalooza.
Su canción "Get Away With it" estuvo presente en la banda sonora del videojuego de EA Sports, FIFA 13.

## Miembros de banda
- Richard Sauberlich - voces, guitarra, piano
- Hamish Crombie - bajo
- Geoff Lea - tambores

## Discografía

### Álbumes de estudio
| Año  | Título            | Etiqueta               |
| ---- | ----------------- | ---------------------- |
| 2009 | Signs and Wonders | Warner Grupo de música |
| 2012 | The Looking Away  | Mamá+Pop               |

### Sencillos
- "Chalk Stars" (2009)
- "Tin Man" (2009)
- "Two by Two" (2010)
- "Signs and Wonders" (2010)
- "Strange Attractor" (31 de enero de 2012) #29 Billboard Alternative Songs
- "Strange Attractor" (3D M4n Remix) (2012)
- "Strange Attractor" (Dzeko & Torres Remix) (2012)